# کوروما فاتوکوما
کوروما فاتوکوما (انگلیسی: Kourouma Fatoukouma؛ زادهٔ ۷ نوامبر ۱۹۸۶) بازیکن فوتبال اهل نیجر است.
از باشگاه‌هایی که در آن بازی کرده‌است می‌توان به باشگاه فوتبال سن-اتین اشاره کرد.
وی همچنین در تیم ملی فوتبال نیجر بازی کرده‌است.